# Staw Staszica
Staw Staszica (niem. Staszyc-Seechen, Staszyc-Seen, węg. Staszyc-tavak, Staszyc-tavacska) – okresowe jezioro polodowcowe na dnie Doliny za Mnichem w Tatrach Wysokich, na wysokości około 1785 m n.p.m. Przy wysokim stanie wody (co nie zdarza się każdego roku) ma ponad 200 m długości i zalewa miejscami szlak na Wrota Chałubińskiego. Wysychając, dzieli się początkowo na dwa zbiorniki, z których południowo-zachodni zwany jest Wyżnim Stawem Staszica, a północno-wschodni – Niżnim Stawem Staszica (w rzeczywistości obie części leżą na tej samej wysokości). Nazwa jeziora została nadana na cześć Stanisława Staszica. Pierwotną nazwą jeziorka (dzielącego się zazwyczaj na dwie lub trzy części) były Niżnie Stawki, Wyżnimi Stawkami górale nazywali natomiast leżące na wyższym tarasie dolinki Wyżnie Mnichowe Stawki.

## Szlaki turystyczne
– czerwony z progu Dolinki za Mnichem na Wrota Chałubińskiego. Czas przejścia: 1 h, ↓ 45 min.

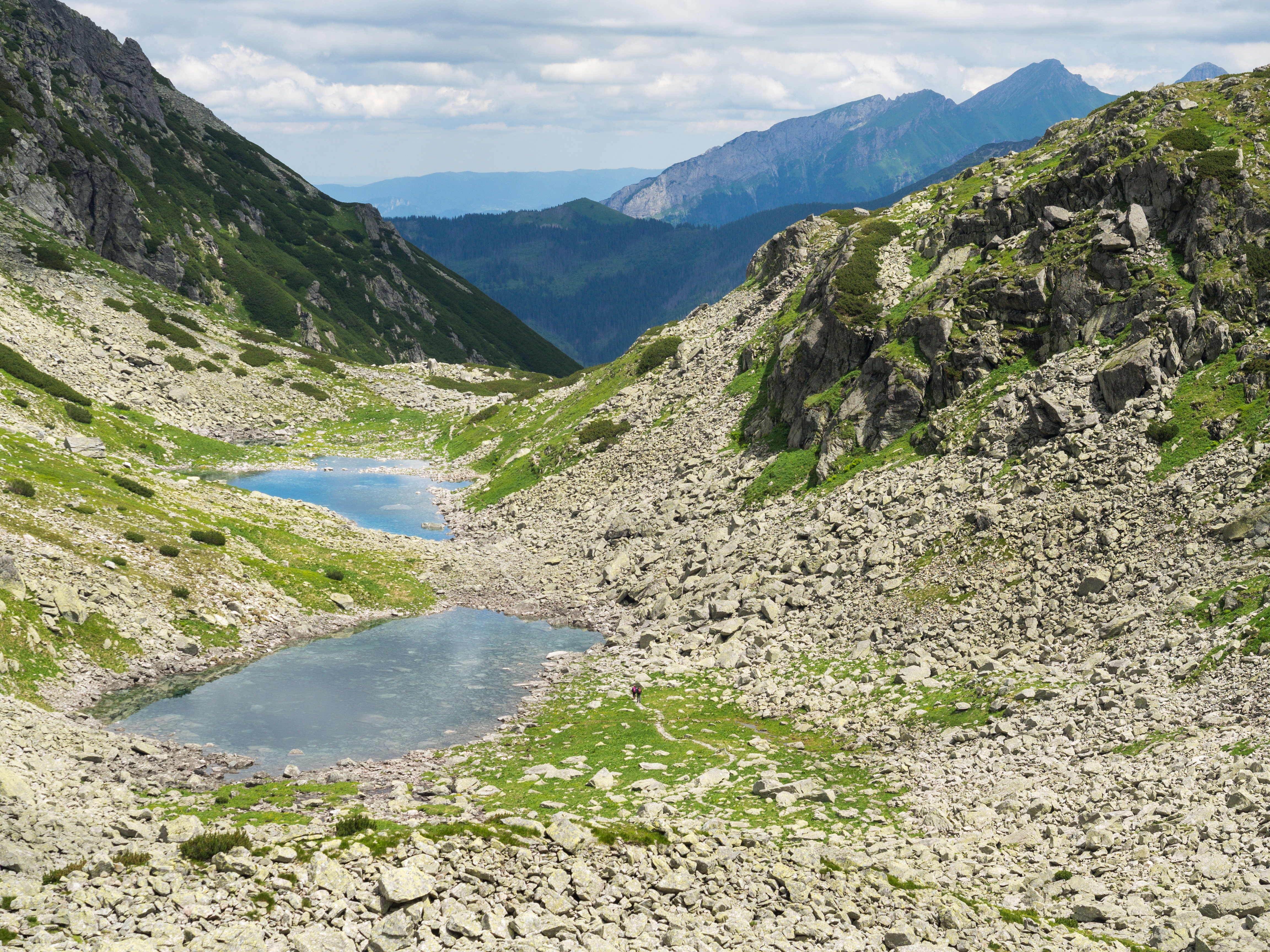
Staw Staszica przy średnim stanie wody – podzielony na dwa zbiorniki